# Tragelaphini
Tribu
Genres de rang inférieur
- †Pheraios Kostopoulo & Koufos, 2006
- †Pontoceros Vereshchagin et al., 1971
- Taurotragus Wagner, 1855
- Tragelaphus Blainville, 1816

La tribu des Tragelaphini (parfois appelée par certains auteurs « Strepsicerotini »,) est constituée de bovins endémiques d'Afrique subsaharienne. Ceux-ci incluent les guibs, les koudous et les élands. Le nom scientifique fait référence à la créature mythique le Hircocerf, une chimère au corps de cerf et à la tête de chèvre. Ce sont des antilopes de taille moyenne à grande, aux longues pattes, caractérisées par leurs cornes torsadées emblématiques et leurs motifs de coloration de pelage frappants (le plus courant est les barres verticales blanches distinctives).
Bien qu'elles soient parmi les plus grandes espèces d'antilopes, elles sont en réalité plus étroitement liées au bétail (Bos taurus) et, avec quelques espèces asiatiques apparentes, elles appartiennent à la sous-famille des Bovinae,,. Bien que l'histoire évolutive de ce groupe se soit déroulée en Afrique, il y a eu espèces fossiles trouvées en Eurasie (qui peuvent également être le lieu d'origine de ce groupe),. Le nombre de genres et d'espèces est débattu car certains considèrent qu'il y a un ou deux genres avec neuf espèces, tandis que d'autres considèrent qu'il y a cinq genres et 25 espèces. En général, les tragelaphini peuvent être grossièrement divisées en deux groupes : les formes robustes (qui ne comprennent que les deux espèces d'élands, Taurotragus) et les formes graciles (le reste d'entre elles, dans le genre Tragelaphus, bien que ce taxon soit un groupe non naturel, et pourrait justifier des genres supplémentaires),,.
Les tragelaphini sont des brouteurs que l'on trouve dans une grande variété d'environnements à la fois arides et humides, notamment les semi-déserts, les savanes, les forêts tropicales et les montagnes,. Dans tous ces environnements, cependant, ils préfèrent vivre dans des buissons ou des fourrés denses, qui leur permettent de se cacher de leurs prédateurs naturels. Considérées parmi les bovidés les plus beaux et les plus charismatiques, les différentes espèces de tragelaphini sont populaires dans les zoos et les réserves de chasse. Les deux espèces d'élands ont été élevées en élevage comme alternatives au bétail, étant résistantes aux environnements extrêmes, de caractère relativement placide et nutritionnellement supérieures en tant que source de viande,,,.

## Étymologie

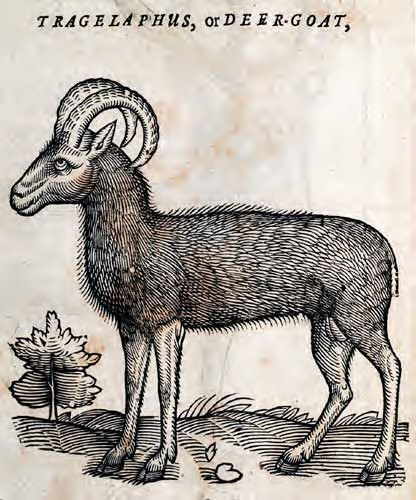
Il s'agit d'une gravure sur bois du Hircocerf du livre The History of Four-footed Beasts and Serpents d'Edward Topsell.

Le nom de la tribu « Tragelaphini » a été publié en tant que sous-famille (« Tragelaphinae ») par le zoologiste britannique Edward Blyth en 1863, et a été rétrogradé en tribu par le zoologiste russe Vladimir Sokolov en 1953,. Il fait référence au mythique Hircocerf qui était imaginé être à moitié chèvre, à moitié cerf. Les mots racines viennent du grec, avec τράγος (trágos) signifiant « bouc » et έλαφος (élaphos) signifiant « cerf ». Le suffixe « –ini » fait référence à leur classement en tant que tribu.
Le nom alternatif « Strepsicerotini » a été publié par un autre zoologiste britannique John Edward Gray sous le nom de « Strepsiceriae » plus tôt en 1846. Il vient du grec avec στρεπτός (streptós) signifiant « tordu » et κέρατος (kératos) signifiant « corne », en référence à la forme des cornes de ce groupe. Cependant, « Strepsiceriae » avait un préfixe et un suffixe incorrects, qui ont été corrigés en « Strepsicerotini » en 1945 par le paléontologue américain George Gaylord Simpson. Alors que le nom « Strepsicerotini » a été publié en premier, la plupart des scientifiques ont utilisé ce dernier nom « Tragelaphini » car il est plus largement utilisé,.

## Systématique

### Placement au sein des Bovinae
Les tragelaphini appartiennent à la sous-famille des Bovinae qui comprend également les bœufs de la tribu Bovini et deux espèces aberrantes d'antilope asiatique, l'antilope tétracère et le nilgaut qui appartiennent à la tribu Boselaphini. La relation entre les tribus varie dans les recherches concernant leur phylogénie. La plupart des recherches moléculaires soutiennent une sous-clade Bovini et tragelaphini des Bovinae,,. Il existe également un certain support morphologique pour que les bœufs soient les parents vivants les plus proches des tragelaphini, notamment les deux groupes ont des noyaux de corne avec un pédicule (le point d'attache au crâne).
Quelques études ont soutenu des arrangements alternatifs,,, l'une étant une relation frère entre le nilgaut (Boselaphus tragocamelus) et les tragelaphini. Historiquement, le nilgaut était classé comme tragelaphini par certains scientifiques. Benirschke et coll. (1980) ont travaillé sur des caryotypes avec le petit koudou et ont découvert qu'ils partageaient avec le nilgaut un chromosome X fusionné avec l'autosome 14. Une autre étude analysant le gène COII a révélé que le nilgaut et le petit koudou étaient des espèces sœurs (bien que le support soit faible et ait échantillonnage limité des espèces). La majorité des autres travaux moléculaires et morphologiques ne soutiennent pas le placement du nilgaut chez tragelaphini, car cela contredit leurs données et leurs résultats,,.

### Les archives fossiles
Les Tragelaphini ont divergé de leur taxon frère le plus proche au cours des 15 à 18 derniers millions d'années. On pensait autrefois que les Tragelaphini étaient uniquement africaines, mais des fossiles eurasiens ont été découverts en Grèce et dans le Caucase. Kostopoulos et Koufos (2006) ont décrit Pheraios chryssomallos à partir de fossiles trouvés dans la localité turolienne de Thessalie, en Grèce. Les auteurs ont trouvé un support cladistique selon lequel P. chryssomallos est la tragelaphine la plus basale (ou au moins un taxon frère du groupe) sur la base de 46 caractéristiques crâniennes. Cela suggère que l’ancêtre de toutes les espèces connues de Tragelaphini doit être originaire d’Europe à la fin du Miocène. Le genre Pontoceros d'Europe de l'Est est un autre exemple, bien que cet animal ait été trouvé dans les lits du Pléistocène inférieur du bassin de Mygdonie. Cela suggère que les tragelaphini ont émigré d'Afrique et d'Eurasie au cours d'une période ultérieure de leur histoire évolutive. De plus, des fossiles non décrits trouvés en Asie du Sud pourraient être liés à des tragelaphini.
Des fossiles d'Afrique ont été récupérés dans des endroits tels que les gorges d'Olduvai en Tanzanie, mais ils sont parfois constitués de morceaux fragmentés d'os de jambe et de corne. La plus ancienne connue de ces espèces est Tragelaphus moroitu qui a été trouvée dans les gisements du Miocène supérieur au Pliocène inférieur des gisements d'Asa Koma, de Kuseralee et du Middle Awash dans la corne de l'Afrique,. D'apparence similaire au nyala (Tragelaphus angasii), T. moroitu était une petite antilope et présente des caractéristiques primitives dans le noyau de la corne, ce qui en fait l'espèce la plus primitive connue d'antilope à corne spirale en Afrique. L'évolution des tragelaphini, basée sur l'abondance de fossiles, montre qu'elles faisaient partie des espèces d'antilopes les plus communes en Afrique et que, à mesure que des changements climatiques se sont produits tout au long de leur évolution, elles ont subi des changements fauniques et se sont adaptées à de nouveaux environnements.
Vous trouverez ci-dessous la liste des espèces fossiles décrites jusqu'à présent, classées par ordre alphabétique,, :
- Tribu Tragelaphini Blyth, 1863 sensu Sokolov, 1953
  - Genre †Pheraios Kostopoulo & Koufos, 2006
    - †Pheraios chryssomallos Kostopoulo & Koufos, 2006

  - Genre †Pontoceros Vereshchagin et al., 1971
    - †Pontoceros surprine Vekua, 2012
    - †Pontoceros ambiguus Vereshchagin et al., 1971

  - Genre Taurotragus Wagner, 1855
    - †Taurotragus arkelli Leakey, 1965
    - †Taurotragus maroccanus Arambourg, 1939

  - Genre Tragelaphus de Blainville, 1816
    - †Tragelaphus algericus Geraads, 1981
    - †Tragelaphus gaudryi Thomas 1884
    - †Tragelaphus kyaloae Harris, 1991
    - †Tragelaphus lockwoodi Reed & Bibi, 2011
    - †Tragelaphus moroitu Haile-Selassie et al., 2009
    - †Tragelaphus nakuae Arambourg, 1941
    - †Tragelaphus nkondoensis Geraads & Thomas, 1994
    - †Tragelaphus pricei Wells & Cooke, 1956
    - †Tragelaphus rastafari Bibi, 2011
    - †Tragelaphus saraitu Geraads et al., 2009

### Taxonomie
Traditionnellement, la tribu était divisée en deux genres et sept espèces, comme indiqué ci-dessous :
- Tribu Tragelaphini Blyth, 1863
  - Genre Taurotragus Wagner, 1855 – élands
    - Taurotragus derbianus (Gray, 1847) – éland géant
    - Taurotragus oryx (Pallas, 1767) – éland du Cap

  - Genre Tragelaphus de Blainville, 1816
    - Tragelaphus imberbis (Blyth, 1869) – petit koudou
    - Tragelaphus angasii Angas, 1849 – nyala
    - Tragelaphus strepsiceros (Pallas, 1766) – grand koudou
    - Tragelaphus sylvaticus (Sparrman, 1780) - guib sylvain
    - Tragelaphus scriptus (Pallas, 1766) – guib harnaché
    - Tragelaphus buxtoni (Lydekker, 1910) – nyala de montagne
    - Tragelaphus euryceros (Ogilby, 1837) – bongo
    - Tragelaphus spekii Speke, 1863 – sitatunga

Cependant, des études moléculaires récentes ont montré un arrangement différent. Selon les travaux moléculaires sur l'ADN nucléaire et l'ADN mitochondrial, le petit koudou et le nyala sont les espèces vivantes les plus basales,. Puis, il y a environ 10 millions d’années, il y a eu une séparation entre les espèces graciles vivant dans les forêts et les espèces plus grandes des plaines ouvertes,. Cela rend Tragelaphus paraphylétique par rapport à Taurotragus, ce qui signifie soit faire de ce dernier genre un synonyme junior de l'ancien genre, soit diviser Tragelaphus en plusieurs genres pour maintenir Taurotragus. Lors d'une réorganisation taxonomique à grande échelle des ongulés réalisée en 2011 par Groves et Grubb, ils ont reconnu de nouvelles espèces cryptiques et divisé les espèces traditionnelles en plusieurs espèces géographiques. Ceci était basé sur des comparaisons morphologiques entre les espèces (en particulier les dimensions des éléments du crâne et la coloration de la peau) et les espèces définies sur la base du concept d'espèce phylogénétique. Groves et Grubb (2011) établissent en outre plusieurs nouveaux genres étant donné que Tragelaphus est paraphylétique. Ils ont une disposition des espèces légèrement différente chez Tragelaphus sensu stricto par rapport à celle suggérée par la génétique. D'autres scientifiques ont des réactions mitigées à cette proposition, certains préférant que le nombre traditionnel d'espèces soit de sept et d'autres préférant la nouvelle taxonomie de Groves et Grubb (2011).
Vous trouverez ci-dessous la taxonomie alternative basée sur Groves et Grubb (2011), avec les noms d'espèces et de sous-espèces suivant Castelló (2016) de Bovids of the World :
- Tribu Tragelaphini Blyth, 1863 sensu Sokolov, 1953
  - Genre Ammelaphus Heller, 1912 – petit koudou
    - Ammelaphus imberbis (Blyth, 1869) – petit koudou du nord
    - Ammelaphus australis Heller, 1913 – petit koudou du sud

  - Genre Nyala Heller, 1912
    - Nyala angasii (Angas, 1849) – nyala

  - Genre Taurotragus Wagner, 1855 – élands
    - Taurotragus derbianus (Gray, 1847) – éland géant
      - Taurotragus derbianus gigas Heuglin, 1863 – éland géant de l'Est
      - Taurotragus derbianus derbianus (Gray, 1847) – éland géant de l'Ouest

    - Taurotragus oryx (Pallas, 1767) – éland
      - Taurotragus oryx ivingstonii Sclater, 1864 – éland de Livingstone
      - Taurotragus oryx pattersonianus Lydekker, 1906 – éland d'Afrique de l'Est
      - Taurotragus oryx oryx (Pallas, 1767) – éland du Cap

  - Genre Strepsiceros Hamilton Smith, 1827 – grand koudous
    - Strepsiceros strepsiceros (Pallas, 1766) – grand koudou du Cap
    - Strepsiceros zambesiensis (Lorenz, 1894) – grand koudou de Zambèze
    - Strepsiceros chora (Cretzschmar, 1826) – grand koudou du nord
    - Strepsiceros cottoni (Dollman & Burlace, 1928) – grand koudou de l'ouest

  - Genre Tragelaphus de Blainville, 1816
    - Tragelaphus scriptus (Pallas, 1766) – guib harnaché
      - Tragelaphus phaleratus (Hamilton Smith, 1827) – central
      - Tragelaphus bor Heuglin, 1877 – guib du Nil
      - Tragelaphus decula (Rüppell, 1835) – guib d'Abyssinie
      - Tragelaphus meneliki Neumann, 1902 – guib de Ménélik
      - Tragelaphus fasciatus Pocock, 1900 – guib de la côte est
      - Tragelaphus ornatus Pocock, 1900 – guib de Chobe
      - Tragelaphus sylvaticus (Sparrman, 1780) – guib sylvain

    - Tragelaphus buxtoni (Lydekker, 1910) – nyala de montagne
    - Tragelaphus euryceros (Ogilby, 1837) – bongo
      - Tragelaphus euryceros isaaci (Thomas, 1902) – bongo de montagne
      - Tragelaphus euryceros euryceros (Ogilby, 1837) – bongo des basses terres

    - Tragelaphus spekii group Speke, 1863 – sitatungas
      - Tragelaphus spekii Speke, 1863 – sitatunga d'Afrique de l'Est
      - Tragelaphus sylvestris (Meinertzhagen, 1916) – sitatunga de l'île de Nkosi
      - Tragelaphus larkenii (St. Leger, 1931) – sitatunga du Nil
      - Tragelaphus ugallae Matschie, 1913 – sitatunga tanzanien
      - Tragelaphus gratus Sclater, 1880 – sitatunga occidental
      - Tragelaphus selousi Rothschild, 1898 – sitatunga du Zambèze

## Histoire naturelle

### Description générale

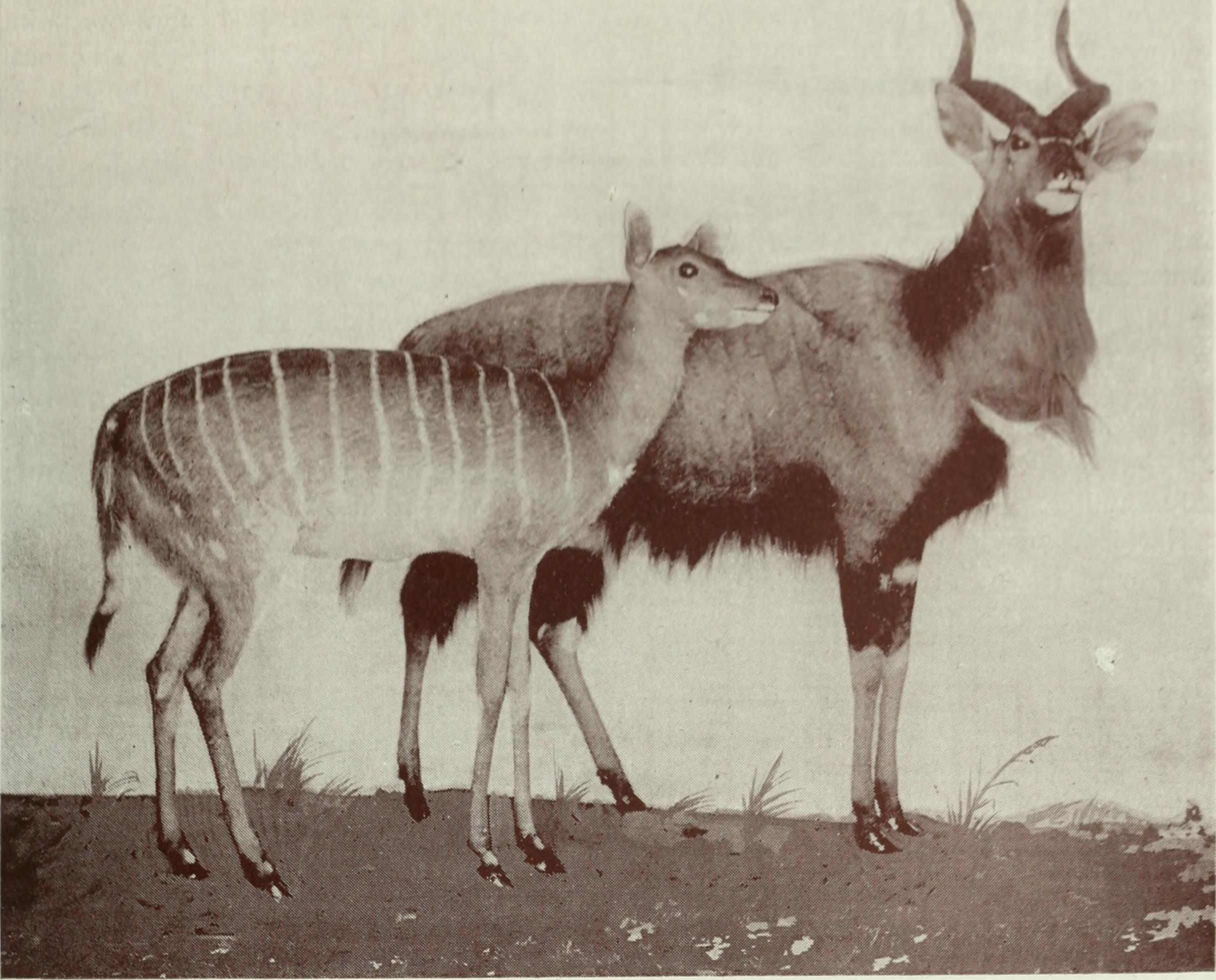
Montures de taxiderme de nyala montrant les caractéristiques générales observées dans ce groupe.

Les Tragelaphini sont des antilopes de taille moyenne à grande et sont généralement grandes et aux longues pattes. Les cornes sont présentes chez les mâles de toutes les espèces, tandis que les femelles en sont dépourvues, à l'exception des bongos et des élands,,. Le rôle principal des cornes est utilisé pour la lutte défensive contre les cornes, qui sont courantes lors des conflits territoriaux, ainsi que pour la souillure des cornes et les manifestations sexuelles,. D’autres exemples de dimorphisme sexuel extrême peuvent être observés chez les Tragelaphini. Les mâles sont beaucoup plus grands que les femelles et les deux sexes ont une coloration du pelage très contrastée. La coloration chez les femelles va généralement du beige au rouge-brun. Les mâles ont une teinte plus foncée de la coloration femelle, qu'ils assombrissent à mesure que l'animal vieillit. Quelle que soit la coloration des sexes, la plupart des espèces d'antilopes à cornes en spirale ont une coloration perturbatrice qui est une barre verticale blanche distinctive (motif rayé). Un motif de taches peut également se produire,. Les deux modèles varient individuellement et géographiquement. Ces modèles les aident à se cacher des prédateurs dans la végétation dense,. La plupart des espèces ont un chevron blanc entre les yeux, des joues tachetées, la gorge ayant une tache blanche et le haut des pattes antérieures avec des jarretières sombres. Tous sauf le nyala et le grand koudou ont un croissant sur la poitrine. En outre, il existe également des attributs physiques qui servent à la communication sociale, tels que les crêtes dorsales, les scutations blanches et les pointes blanches des cornes. Ces fonctionnalités aident à exprimer les émotions de l'animal et à alerter les membres du troupeau des prédateurs,. Sous la frange de poils des pattes postérieures se trouvent des glandes spéciales qui entourent les faux sabots.

### Distribution et écologie

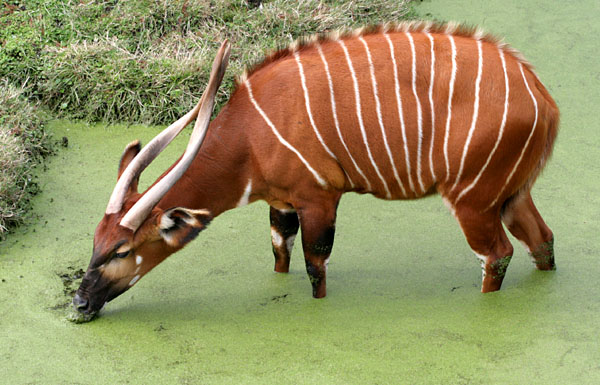
Un bongo boit dans un marais.

Toutes les espèces se trouvent dans la majorité de l’Afrique subsaharienne, dans divers habitats forestiers tels que les forêts tropicales, les marécages, les savanes ouvertes, les montagnes et les sous-déserts. À l’exception de l’élan et du sitatunga, les Tragelaphini sont toutes des navigateurs. Toutes les espèces se nourrissent du feuillage vert et en dépendent pour se couvrir. Pendant les saisons sèches, leur régime alimentaire se compose principalement de feuillage d'arbustes et d'arbres, de pousses, de brindilles et d'herbes. Ils complètent également les fruits, les fleurs et l’herbe fraîche lorsque la saison des pluies arrive. En réponse au fait de vivre dans une couverture dense, les Tragelaphini sont capables de se déplacer à travers le fourré en bondissant, en se précipitant et en esquivant à travers la végétation. La plupart des espèces dépendent de l'eau, mais les koudous et les élands n'en dépendent pas car ils vivent dans des environnements plus arides. Contrairement à la plupart des espèces de bovidés, les antilopes à cornes spirales sont principalement nocturnes, même si certaines espèces peuvent être observées tôt le matin et en fin d'après-midi. Comme toutes les espèces d'antilopes, les Tragelaphini (en particulier les jeunes, les vieilles et les faibles) sont sensibles à certains des principaux prédateurs d'Afrique, tels que les lions, les léopards, les guépards, les hyènes tachetées et les lycaons.

### Comportement et reproduction

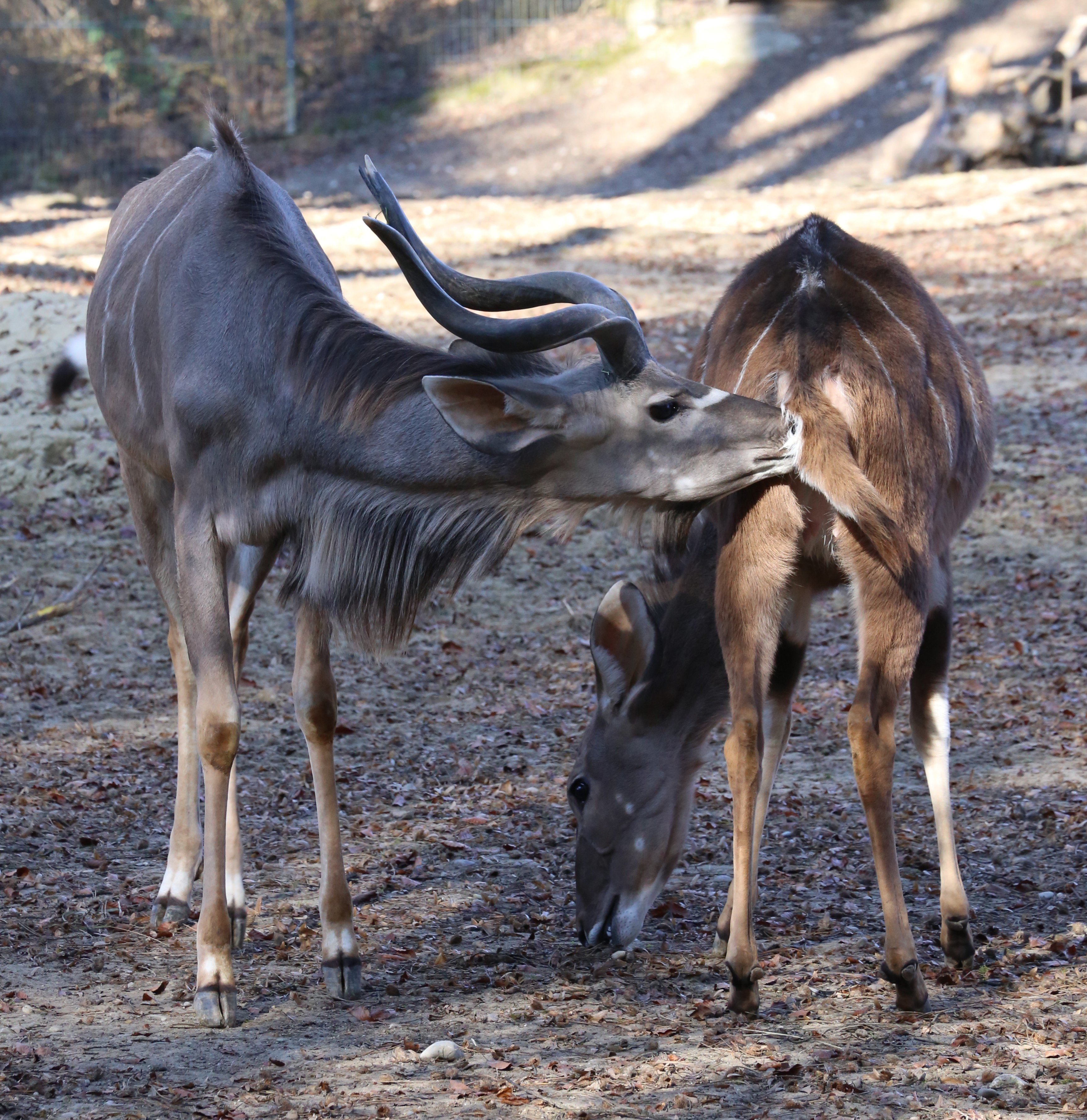
Un grand koudou mâle attend une femelle en œstrus

Lorsqu'ils sont alertés de la présence d'un danger, le cou de ces bovins est relevé le plus haut possible. Ils se déplacent selon une démarche « semblable à celle d'une chèvre », en bougeant leur cou dans un mouvement de picage (en déplaçant la tête d'avant en arrière). Lorsqu'ils repèrent le prédateur, ils s'arrêtent immédiatement. La stratégie anti-prédateur ultime consiste à se cacher dans un buisson dense et haut, suffisamment pour que l'animal se camoufle parfaitement dans la végétation. Parfois, ils levaient une jambe. Si cela échoue, ils s’enfuiront brusquement. Ils ne sont pas connus pour avoir une grande endurance pour courir, bien qu’ils soient connus pour sauter incroyablement haut.
Compte tenu des différentes espèces de Tragelaphini, l'organisation sociale varie. Les extrémités du spectre sont le guib à prédominance solitaire et, à l’autre extrémité, l’éland géant, très social. En général, la taille des troupeaux de Tragelaphini n'est pas grande car elles dépassent rarement plus de quelques dizaines d'individus et sont pour la plupart de nature sédentaire,. La composition du troupeau est unisexuée, composée principalement de femelles et de leurs petits. On pense actuellement que c'est la raison pour laquelle certains Tragelaphini pratiquent le troupeau comme mécanisme de défense pour protéger leurs jeunes des prédateurs,. Chez le bongo et les espèces d'éland, cela a conduit au développement de plus grandes tailles chez les femelles et les cornes, ainsi qu'à un classement hiérarchique social intense (ce qui n'est pas observé chez d'autres espèces où seuls les mâles plus grands dominent les femelles plus petites),. À l'exception de la mère et de son petit, il n'y a pas de liens sociaux forts dans le troupeau,,. Ces troupeaux sont parfois très ouverts et mal définis car parfois les femelles vont et viennent. Les mâles nés dans le troupeau resteront dans le troupeau jusqu'à ce qu'ils développent leurs caractéristiques sexuelles primaires et secondaires,. Une fois ces caractéristiques développées, les mâles quittent le troupeau et deviennent nomades.
Ce n'est que pendant la saison de reproduction que les mâles se rassemblent autour d'une femelle en œstrus pendant quelques heures,,. Toutes les espèces de Tragelaphini sont polyandres. L'agressivité est très faible chez les individus des deux sexes, bien qu'une compétition intraspécifique se produise. Chez les femelles, elles se battent souvent au cou et se piquent et se claquent. Les mâles utilisaient leurs cornes pour lutter où ils essayaient d'attaquer le visage. Parfois, les mâles incitent même la femelle à se soumettre, car elle tente souvent de riposter. La période de gestation a lieu une fois que la femelle a été inséminée avec succès par le mâle. Chez la plupart des espèces, cela dure environ sept mois, bien que chez les espèces plus grandes, cela dure jusqu'à huit ou neuf mois,. Ils ne donnent naissance qu'à un seul petit. Une fois nés, les petits ne seront sevrés qu’à l’âge de cinq à six mois. Les femelles atteignent la maturité sexuelle au bout de deux à trois ans, tandis que pour les mâles, elle atteint la maturité sexuelle entre quatre et cinq ans.

### Génétique et hybridation
Le nombre de chromosomes varie selon les espèces. Cela correspond bien aux relations évolutives entre les tragelaphini. Le chromosome Y ancestral était subacrocentrique mais une inversion péricentrique s'est produite le rendant submétacentrique après la séparation du petit koudou et du nyala. L'hybridation ancienne a également joué un rôle clé dans l'évolution des chromosomes de toutes les espèces. Vous trouverez ci-dessous une liste du nombre diploïde 2n comme suit (masculin/femelle), :
- Nyala: 2n = 55/56
- Lesser kudu: 2n = 38/38
- Common eland: 2n = 31/32
- Greater kudu: 2n = 31/32
- Bushbuck: 2n = 33/34
- Sitatunga: 2n = 30/30
- Bongo: 2n = 33/34

L'hybridation entre les bongos et les sitatunga produit une progéniture fertile connue sous le nom de « bongsis » et est bien documentée,,,. Ces animaux hybrides ont un nombre diploïde 2n = 33 et tous les cas connus ont produit des animaux femelles, qui avaient développé des cornes comme les bongos femelles tandis que leur motif de dépouillement était intermédiaire entre les bongos et les sitatungas avec une coloration globale orange,. L'hybridation de ces espèces ajoute un soutien supplémentaire au fait que le bongo et le sitatunga sont les plus proches parents l'un de l'autre,. D'autres hybrides ont été documentés, comme un élan commun mâle x un grand koudou résultant d'un croisement accidentel depuis le San Diego Zoo Safari Park dans les années 1970. Les traits hérités mixtes notables étaient des oreilles pointues comme celles de l'éland, mais un peu élargies comme celles du koudou. La queue était la moitié de celle d'un élan, avec une touffe de poils terminale comme chez le koudou. L’individu était cependant azoospermique puisque l’analyse a montré qu’il était totalement dépourvu de cellules germinales, qui produisent des gamètes.

## Relations avec les humains

### Conservation
Les Tragelaphini dans leur ensemble ne constituent pas un groupe de mammifères en voie de disparition,. La plupart des espèces sont reconnues par la Liste rouge de l'UICN comme « moins préoccupantes », seuls l'éland géant et le nyala des montagnes étant respectivement classés comme vulnérable et en voie de disparition. En outre, certaines populations locales et sous-espèces d’autres espèces sont en déclin. Les principales menaces à la survie des Tragelaphini sont la destruction de l'habitat et la chasse pour la viande de brousse, bien que la plupart des espèces vivent dans des habitats impropres à l'agriculture. En fait, dans certains cas, certaines espèces pourraient augmenter leur nombre (bien que les estimations précises de la population de certaines espèces soient inconnues).

### Domestication

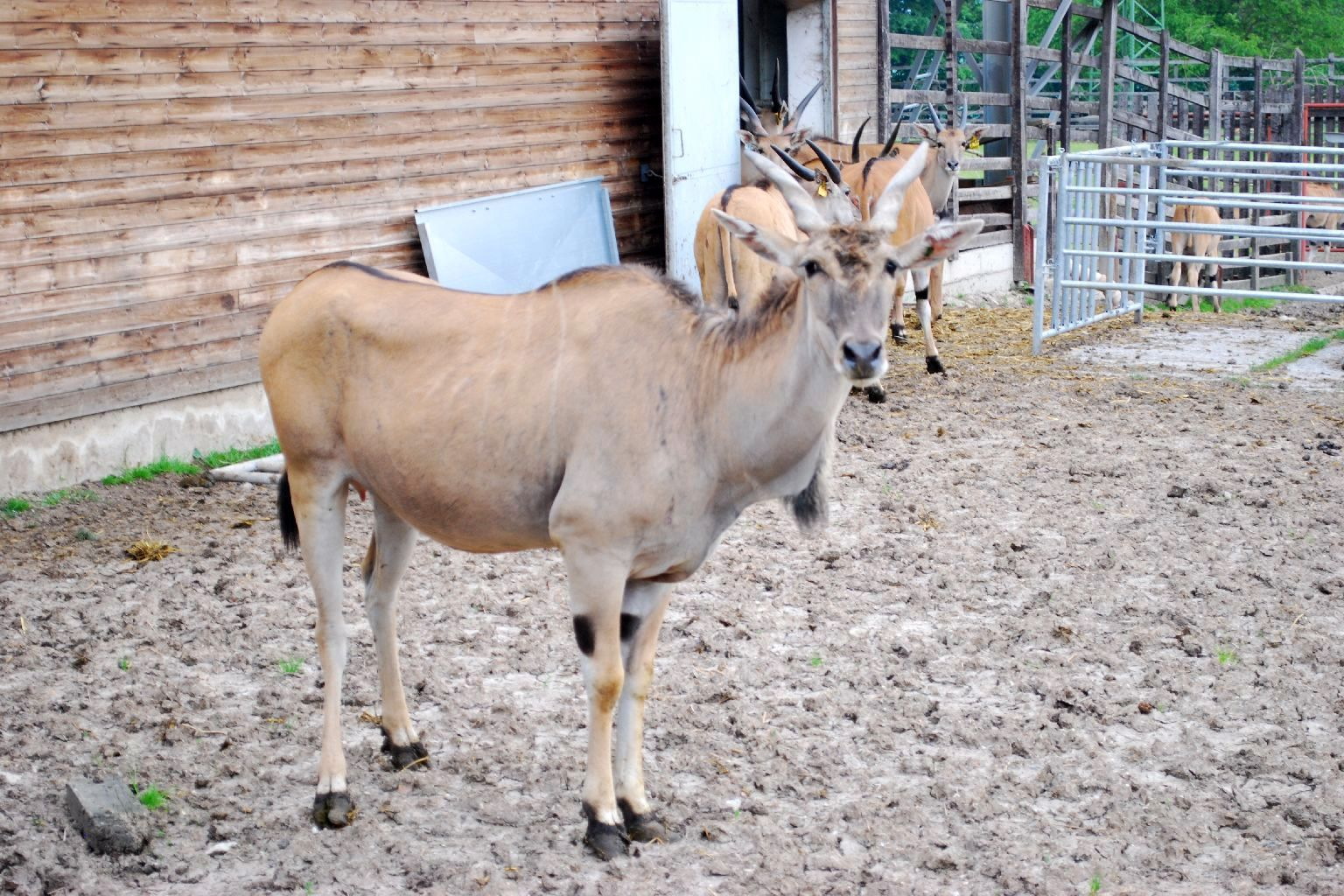
Plusieurs élands dans une ferme.

Les deux espèces d'élans sont désormais semi-domestiquées car leurs dispositions dociles, leurs grandes quantités de viande et leur résilience dans les environnements difficiles de l'Afrique en ont fait des alternatives idéales au bétail dans certaines régions d'Afrique,,,. Dans une comparaison réalisée en 2014 entre la qualité de la viande d'éland et celle du bétail, il a été constaté que la viande d'éland mâle était faible en gras et plus bénéfique pour la santé nutritionnelle humaine, mais qu'elle n'avait pas la texture sensorielle et la saveur qui rendent la viande de bétail si attrayante pour les consommateurs. En plus d'être élevés comme bétail exotique, les élands ainsi que d'autres espèces de Tragelaphini ont également été amenés dans des réserves de chasse privées à travers la planète (en particulier dans certaines régions d'Amérique du Nord et d'Afrique) pour la chasse récréative,,. Cependant, contrairement à l'éland, la plupart des autres espèces ne sont pas aussi dociles ou tolérantes envers les humains car elles évitent autant que possible tout contact,,.